# Црвени песник
Црвениот поет је македонска телевизијска серија из 2024. године, коју је режирао Никола Поповски, а сценарио је написао Сашко Насев.

## Улоге
| Глумац                     | Улоге                     |
| -------------------------- | ------------------------- |
| Александар Ристоски        | Коста Солев Рацин         |
| Самоил Стојановски         | Апостол Солев             |
| Кристина Христова-Николова | Марија Солева             |
| Наталија Теодосиева        | Невенка Вујић             |
| Петар Мирчевски            | Агент Мијо                |
| Нино Леви                  | Учитељ                    |
| Мето Јовановски            | Свештеник                 |
| Јордан Симонов             | Панко Брашнаров           |
| Дениз Абдула               | Горги                     |
| Николче Пројчевски         | Перица (Петре Прличко)    |
| Пеце Ристевски             | Жандар                    |
| Младен Крстевски           | Меанџија                  |
| Симона Димковска           | Малина                    |
| Борис Чоревски             | Господин Колендић         |
| Соња Михајлова             | Госпођа Колендић          |
| Филип Мирчевски            | Каптал Матић              |
| Живко Борисовски           | Аспарух                   |
| Горан Ников                | Чедо                      |
| Роберт Вељановски          | Петровић                  |
| Мартин Мирчевски           | Коле Неделковски          |
| Здравко Стојмиров          | Стеван                    |
| Огнен Дранговски           | Страшо                    |
| Митко Апостоловски         | Судија                    |
| Јовица Михајловски         | Тужилац                   |
| Владимир ђорђијоски        | Адвокат                   |
| Кољо Черкезов              | Џелат                     |
| Петар Горко                | Јосип Броз Тито           |
| Кирил Трајковски           | Боби                      |
| Петар Спировски            | Моша Пијаде               |
| Александар Стефановски     | Шабан Шабанић             |
| Никола Тодороски           | Светозар Вукмановић-Темпо |
| Владимир Лазовски          | Агент Јовић               |
| Предраг Павловски          | Дргутин Шаурек            |
| Анастас Тановски           | Архелог Никола Вулић      |
| Марин Бабић                | проф. Јован Радонић       |
| Љупчо Тодоровски           | Банот Жика                |
| Кире ђоревски              | Иследник                  |
| Ефтим Трајчов Гаурски      | Мишо Миновски             |
| Игор Трпчески              | Никола Вапцаров           |

## Спољашне везе
- Црвени песник на веб-сајту  (језик: енглески)